# Distrikt Caspisapa
Der Distrikt Caspisapa liegt in der Provinz Picota in der Region San Martín in Nordzentral-Peru. Der Distrikt wurde am 31. Januar 1944 gegründet. Er besitzt eine Fläche von 76 km². Beim Zensus 2017 wurden 2137 Einwohner gezählt. Im Jahr 1993 lag die Einwohnerzahl bei 1496, im Jahr 2007 bei 1916. Sitz der Distriktverwaltung ist die 233 m hoch gelegene Ortschaft Caspisapa mit 1733 Einwohnern (Stand 2017). Caspisapa befindet sich 10,5 km westsüdwestlich der Provinzhauptstadt Picota.

## Geographische Lage
Der Distrikt Caspisapa liegt am linken Flussufer des nach Nordosten strömenden Río Huallaga in den östlichen Voranden im Westen der Provinz Picota.
Der Distrikt Caspisapa grenzt im Südwesten an den Distrikt San Cristóbal, im Westen an den Distrikt San Hilarión, im Norden an den Distrikt Pucacaca sowie im Osten und im Südosten an den Distrikt Picota.

## Ortschaften
Im Distrikt gibt es neben dem Hauptort folgende größere Ortschaften:
- Nueva Unión (252 Einwohner)